# Dicranota (Paradicranota) rorida
Dicranota (Paradicranota) rorida is een tweevleugelige uit de familie Pediciidae. De soort komt voor in het Palearctisch gebied.